# 2001 en droit
Cet article présente les faits marquants de l'année 2001 en droit.

## Événements

### Juillet
- 9 juillet, France : adoption de la loi n°2001-602 d'orientation sur la forêt[1]. Elle renforce la planification[2], rénove les documents de gestion[3] et met en place les chartes forestières de territoire au niveau local.

### Août
- 1er août, Allemagne création du « partenariat de vie » pour les couples homosexuels.

### Octobre
- 26 octobre, États-Unis : signature du Patriot Act par le président des États-Unis George W. Bush, à la suite des attentats du 11 septembre.

### Novembre
- 2 novembre, Nations unies : Déclaration universelle de l'UNESCO sur la diversité culturelle[4].

## Édition
- Première publication de la revue Droit et Société.